# Gerard Wijdeveld
Gerard Egbert Antoon Maria Wijdeveld (Duiven, 17 juni 1905 - Nijmegen, 1 februari 1997) was een Nederlands classicus, schrijver en dichter.

## Levensloop
Na het gymnasium gevolgd te hebben, ging hij klassieke letteren studeren, hetgeen hij in 1937 met een promotie aan de Universiteit van Amsterdam afsloot.
Hij debuteerde in de jaren 30 als dichter en maakte na de Tweede Wereldoorlog naam als vertaler van Plato, maar vooral van Augustinus, waar hij al voor de oorlog mee begon. Bij zijn promotie op een dissertatie getiteld Over den leermeester, een uitgave en een becommentarieerde vertaling van Augustinus' De magistro in 1937 was Anton van Duinkerken nog zijn paranimf. Van Duinkerken zal vanwege zijn antifascistische houding een deel van de oorlog in het gijzelaarskamp Sint-Michielsgestel doorbrengen. Wijdeveld kiest juist de kant van de bezetter.
Wijdeveld ontwikkelde zich tot een van de belangrijkste vertegenwoordigers van de katholieke religieuze poëzie en publiceerde als katholiek letterkundige onder meer in De Valbijl van de gebroeders Gerard Bruning en Henri Bruning (1924), later in Roeping, De Gemeenschap en Aristo, het tijdschrift van Wouter Lutkie.
Als medewerker aan De Gemeenschap wekte Wijdeveld in het februarinummer van 1930 grote opschudding met zijn gedicht De droom van Nolens, gericht aan het adres van deze priester en fractievoorzitter van de RKSP. Wijdeveld confronteert de politieke leider van de katholieken in zijn slaap met een inlander, die, vanwege de beperking van de godsdienstvrijheid en dus de vrijheid voor missie en zending in voormalig Nederlandsch-Indië, van de boodschap van het evangelie verstoken blijft. Nolens wordt in het vers 'de sluwe priester van de opportuniteit' genoemd. Wijdeveld zal nadien zijn verontschuldigingen aanbieden.
In de jaren 1940-1941 was hij lid van Nationaal Front. In maart 1941 verliet hij deze fascistische en antisemitische partij, om zich op 22 januari 1943 als sympathiserend lid bij Musserts Nationaal-Socialistische Beweging aan te sluiten. Sinds 5 april 1944 was hij gewoon lid. Vanaf mei 1942 maakte hij deel uit van de Nederlandsche Kultuurraad. Ook trad hij op als correspondent voor Noord-Holland van het Letterengilde van de Nederlandsche Kultuurkamer, en als lector (“lezer”, d.w.z. censor) bij het Departement van Volksvoorlichting en Kunsten. Vanaf november 1942 was hij als literatuurcriticus aan het Algemeen Handelsblad verbonden. Via de diverse, hem ter beschikking staande podia, heeft hij getracht de Nederlandse letterkunde te nazificeren. Zelf publiceerde hij lofdichten op Hitler, Arnold Meijer en de oostfrontstrijders.
Het Haarlems Tribunaal veroordeelde hem eind 1946 tot twee jaar internering (eindigend op 8 mei 1947) en tien jaar ontzetting uit de kiesrechten. De Eereraad voor de Letterkunde legde hem een publicatieverbod van tien jaar op voor zowel eigen als vertaald werk. Zijn bibliotheek werd verbeurd verklaard. Hem restte een baan als leraar klassieke talen aan het St.-Ignatius College te Amsterdam. Belangrijke functies, zoals een professoraat in Nijmegen, gingen vanwege zijn oorlogsverleden aan hem voorbij. Wel werkte hij anoniem mee aan de Bijbelvertaling van de Katholieke Bijbelstichting in Boxtel. Hij leidde een teruggetrokken bestaan en ontwikkelde zich in zijn latere leven steeds meer als vertaler en kenner van de werken van Augustinus.

## Publicaties
- Sint Judas, De Gemeenschap, Bilthoven 1928.
- Visitatie, De Gemeenschap, Bilthoven 1929.
- Lied, De Gemeenschap, Bilthoven 1929.
- Kruis, De Gemeenschap, Bilthoven 1929.
- Kroniek, samen met Anton van Duinkerken en Henk Kuitenbrouwer. De Gemeenschap, Bilthoven 1929.
- Kroniek, samen met A. van Domburg, Anton van Duinkerken, Albert Kuyle. De Gemeenschap, Bilthoven 1930.
- Herfstavond, De Gemeenschap, Bilthoven 1930.
- Sint Jehanne D'arc, De Gemeenschap, Bilthoven 1930.
- De protestvergadering, De Gemeenschap, Bilthoven 1930.
- Kroniek, samen met Anton van Duinkerken. De Gemeenschap, Bilthoven 1930.
- Bioscoopbrand, De Gemeenschap, Bilthoven 1930.
- De droom van Nolens, De Gemeenschap, Bilthoven 1930.
- De kruisridders, De Gemeenschap, Bilthoven 1930.
- Oogen, De Gemeenschap, Bilthoven 1930.
- Huwelijksdag, De Gemeenschap, Bilthoven 1930.
- Cato, De Gemeenschap, Bilthoven 1930.
- Het Vaderland, 1930.
- Boekbespreking, De Gemeenschap, Bilthoven 1931.
- De vragende, De Gemeenschap, Bilthoven 1934.
- Morgenlied, De Gemeenschap, Bilthoven 1934.
- Vergilius' vierde Herdersdicht, De Gemeenschap, Bilthoven 1934.
- Gulden Mis, De Gemeenschap, Bilthoven 1934.
- Het laatste gesprek, De Gemeenschap, Bilthoven 1934.
- Een bloemlezing uit de christelijke latijnsche litteratuur, De Gemeenschap, Bilthoven 1935.
- De zwijgende, De Gemeenschap, Bilthoven 1935.
- De zingende, De Gemeenschap, Bilthoven 1935.
- Vergilius' zevende herdersdicht, De Gemeenschap, Bilthoven 1935.
- Bij den doop van Annemarie, De Gemeenschap, Bilthoven 1935.
- Het Voorschot, De Gemeenschap, Bilthoven 1935.
- Het eerste gesprek, De Gemeenschap, Bilthoven 1936.
- Kroniek, samen met Koos van Doorne, Oscar Leyendekkers en Piet Oomes. De Gemeenschap, Bilthoven 1936.
- Disticha van Catullus, De Gemeenschap, Bilthoven 1936.
- Kroniek, samen met Jan Engelman, A.J.D. van Oosten, Wouter Paap, Theo Schlichting en A.G.W. Severijnen. De Gemeenschap, Bilthoven 1936.
- Sint Augustinus' verhandeling over den waren godsdienst, De Gemeenschap, Bilthoven 1936.
- Een Augustinus-vertaling, De Gemeenschap, Bilthoven 1936.
- Aurelius Augustinus, Over den waren godsdienst, vertaling van De vera religione, met een inleiding van de auteur, De Spieghel, Amsterdam 1937.
- De magistro (Over den leermeester), becommentarieerde vertaling van Augustinus' De magistro, dissertatie, Amsterdam en Parijs 1937.
- Kroniek, samen met Oscar Leyendekkers en A.J.D. van Oosten. De Gemeenschap, Bilthoven 1937.
- Kroniek, samen met Anton van Duinkerken en A.J.D. van Oosten. De Gemeenschap, Bilthoven 1938.
- Kroniek, samen met A.J.D. van Oosten. De Gemeenschap, Bilthoven 1938.
- Kroniek, samen met Joep Nicolas. De Gemeenschap, Bilthoven 1939.
- Kroniek, samen met A.J.D. van Oosten. De Gemeenschap, Bilthoven 1939.
- Zomerwolk, Spectrum, Utrecht 1942. Gedichtenbundel, oorlogsuitgave.
- Sub Pondere, onder het pseudoniem Gerard van Duiven, Orbis Terrae, Zeist 1948. De verzenbundel "Sub Pondere" was uitsluitend voor de dichter en zijn vrienden gedrukt en niet voor de handel bestemd. De oplage bedroeg 210 exemplaren.
- Vijf geheimen & andere gedichten, 1955.
- Hoogvlakte, 1957.
- Thomas a Kempis. De navolging van Christus, vertaald door Gerard Wijdeveld, ingeleid en toegelicht door Bernard Spaapen s.j., Wereldbibliotheek N.V., Amsterdam-Antwerpen, 1957.
- Nieuwe theologische verkenningstochten, samen met Karl Rahner, 1961.
- Aurelius Augustinus, Belijdenissen, vertaling van de Confessiones, met een inleiding van de auteur. De Fontein, Utrecht 1963. Nieuwe uitgaven door Ambo, Amsterdam en Kritak, Leuven 1997. ISBN 90-263-1542-2.
- Plato, Verdedigingsrede van Sokrates, met een inleiding van de auteur. Athenaeum-Polak & Van Gennep, Amsterdam 1977.
- Aurelius Augustinus, De stad van God, vertaling van De civitate Dei, met een inleiding van de auteur. Ambo, Baarn 1983. ISBN 90-263-0621-0.
- Thomas a Kempis. De navolging van Christus, vertaling van De imitatione Christi, met een inleiding van Bernard Spaapen s.j. en Albert Ampe s.j., De Nederlandse Boekhandel, Antwerpen, en Kok Agora, Kampen 1985. Heruitgave door Kok, Kampen en Pelckmans, Kapellen 2001, nu met een inleiding van Paul van Geest.
- Twintig preken van Aurelius Augustinus, met een inleiding en aantekeningen van de auteur. Ambo, Baarn 1986. ISBN 90-263-0759-4.
- Aurelius Augustinus, Carthaagse preken, met een inleiding en aantekeningen van de auteur. Ambo, Baarn 1988. ISBN 90-263-0865-5.

## Secundaire literatuur
- Joris Ivens en Hendrik Marsman, Kroniek. De Gemeenschap, jaargang 6, 1930.
- Jo Manders, Jos Panhuysen en Theo Schlichting, Kroniek. De Gemeenschap, jaargang 12, 1936.
- De taal der verzen van Gerard Wijdeveld. Onze Taaltuin, jaargang 7, 1938-1939.
- Menno ter Braak, Religieuze dichters, in: Verzameld werk, deel 6, 1950.
- Victor E. van Vriesland, Vroomheid zonder schoonheid, in: Onderzoek en vertoog 1, 1958.
- Martinus Nijhoff, Gerard Wijdeveld. Het vaderland, in: Kritisch en verhalend proza, Verzameld werk II, 1961.
- Harry Scholten, Aspecten van het tijdschrift De Gemeenschap, Ambo, Baarn 1978, blz. 55-58, 275, 305-309. Een uitvoerige beschouwing over de kwestie n.a.v. De droom van Nolens, ook de rol van Albert Kuyle hierin.
- Adriaan Venema, Schrijvers, uitgevers en hun collaboratie, deel 1 en 2, 1988-1989.
- Lisette Lewin, Het clandestiene boek 1940-1945, Van Gennep, Amsterdam, 1983, ISBN 90-6012-550-9.